# Stefano Delle Chiaie

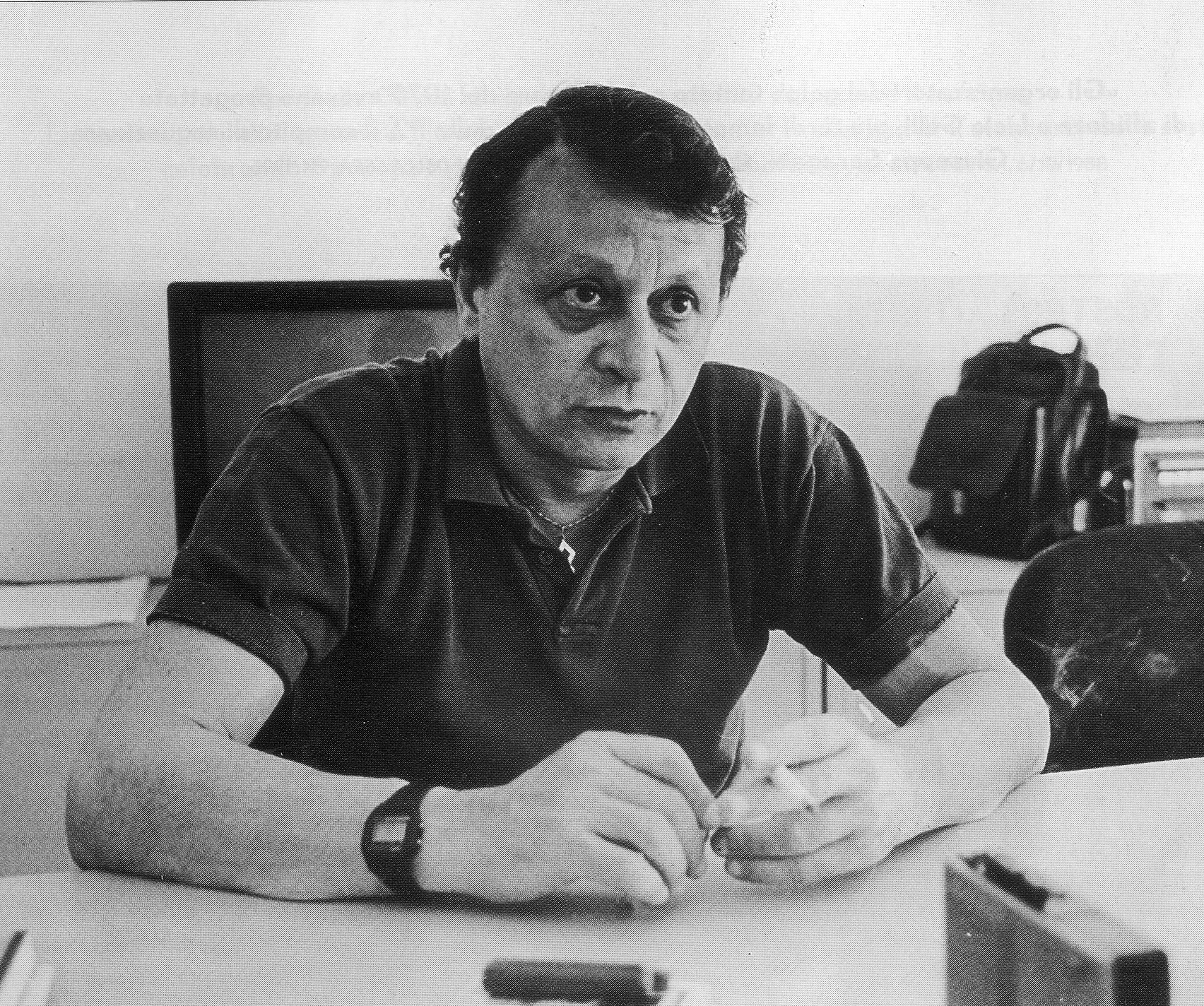
Stefano Delle Chiaie 1975.

Stefano Delle Chiaie, född 13 september 1936 i Caserta död 10 september 2019 i Rom, var en italiensk nyfascist och grundare av den fascistiska terrororganisationen  Avanguardia Nazionale.
Delle Chiaie blev i ett tidigt skede en av många misstänkta för delaktighet i Bombdådet på Piazza Fontana 1969. Bakgrunden till misstankarna var utredarnas upptäckt att Mario Merlino, en nära medarbetare och vän till Delle Chiaie, hade infiltrerat en anarkistgrupp som leddes av Pietro Valpreda. Syftet med infiltrationen var att producera falska bevis för att man skulle kunna peka ut Valpreda som gärningsmannen. När Delle Chiaie insåg att planen inte hade lyckats riktigt som det var tänkt bestämde han sig för att lämna Italien, vilket han gjorde den 21 december 1969, nio dagar efter terrorattentatet vid Piazza Fontana. Delle Chiaie höll sig undan rättvisan i drygt 17 år tills han greps i Caracas den 23 mars 1987 och utlämnades till Italien, där rätten friade honom den 20 februari 1989 i brist på bevis.